# Gymnophaps stalkeri
Gymnophaps stalkeri là một loài chim trong họ Columbidae.